# سانتیاگو آکاسیئته
سانتیاگو آکاسیئته (اسپانیایی: Santiago Acasiete‎؛ زادهٔ ۲۲ نوامبر ۱۹۷۷) بازیکن فوتبال اهل پرو است.

## باشگاهی
از باشگاه‌هایی که در آن بازی کرده‌است می‌توان به باشگاه فوتبال آلمریا اشاره کرد.

## تیم ملی
وی همچنین در تیم ملی فوتبال پرو بازی کرده‌است.
وی در مسابقات کشوری و بین‌المللی در مجموع برندهٔ ۱ مدال برنز شده‌است.